# Klekovci
Klekovci so naselje v občini Kozarska Dubica, Bosna in Hercegovina. 

## Deli naselja
Banjsko Brdo, Klekovci, Peinovac, Rakovica in Ravni Klekovci.  

## Prebivalstvo
| Pregled števila prebivalcev po letih | Pregled števila prebivalcev po letih | Pregled števila prebivalcev po letih | Pregled števila prebivalcev po letih | Pregled števila prebivalcev po letih | Pregled števila prebivalcev po letih |
| ------------------------------------ | ------------------------------------ | ------------------------------------ | ------------------------------------ | ------------------------------------ | ------------------------------------ |
| 1948                                 | 1953                                 | 1961                                 | 1971                                 | 1981                                 | 1991                                 |
| -                                    | -                                    | -                                    | 514                                  | 549                                  | 486                                  |

| Narodna sestava prebivalstva po letih                                                                                       | Narodna sestava prebivalstva po letih                                                                                           | Narodna sestava prebivalstva po letih                                                                                         |
| --- | --- | --- |
| 1971 | 1981 | 1991 |
| . skupaj: 514 Srbi 473 (92,02 %) Muslimani 40 (7,78 %) Hrvati 0 (0,00 %) Jugoslovani 1 (0,19 %) drugi in neznano 0 (0,00 %) | . skupaj: 549 Srbi 405 (73,77 %) Muslimani 59 (10,74 %) Hrvati 2 (0,36 %) Jugoslovani 65 (11,83 %) drugi in neznano 18 (3,27 %) | . skupaj: 486 Srbi 363 (74,69 %) Muslimani 112 (23,04 %) Hrvati 1 (0,20 %) Jugoslovani 8 (1,64 %) drugi in neznano 2 (0,41 %) |